# Gåsholmen, Borgå
Gåsholmen är en ö i Finland. Den ligger i Finska viken och i kommunen Borgå i den ekonomiska regionen  Borgå i landskapet Nyland, i den södra delen av landet. Ön ligger omkring 61 kilometer öster om Helsingfors. 
Öns area är 5,4 hektar och dess största längd är 350 meter i sydväst-nordöstlig riktning.